# Torre Mondovì
Torre Mondovì – miejscowość i gmina we Włoszech, w regionie Piemont, w prowincji Cuneo.
Według danych na rok 2004 gminę zamieszkiwało 521 osób, 28,9 os./km².